# Irenäus Eibl-Eibesfeldt

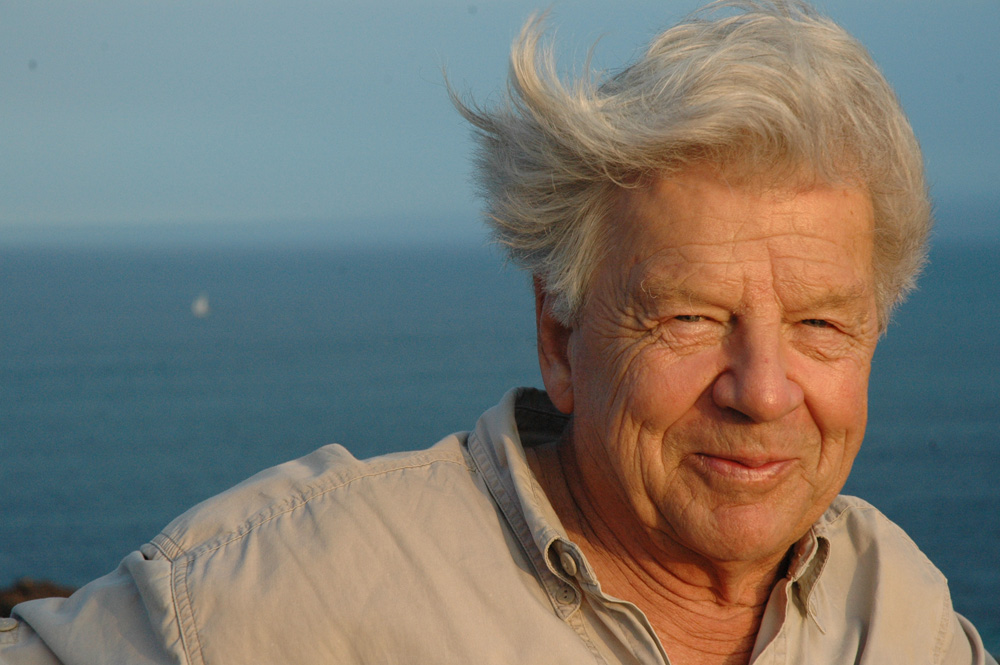
Irenäus Eibl-Eibesfeldt em 2005

Irenäus Eibl-Eibesfeldt (Viena, 15 de junho de 1928 – 2 de junho de 2018) foi o fundador do campo da etologia humana.

## Carreira
De escrever o livro que leva esse título, ele se candidatou a etologia para seres humanos, estudando os em uma perspectiva mais comuns para volumes de estudar o comportamento animal.

## Condecorações e prêmios
- 1971 Medalha de Ouro do cosmos Bölsche Sociedade de Serviços para a disseminação do conhecimento científico
- 1981 Burda Prêmio para a Comunicação de Pesquisa
- De 1988 A Philip Morris Investigação Prêmio
- 1989 Ouro Honorário Medalha de Viena
- 1994 Honorário de Doutorado de Filosofia na Universidade de Salamanca, Espanha
- 1995 Grã-Cruz do Mérito da República Federal da Alemanha
- 1996 Parque Nacional da bolha[necessário esclarecer] em ouro com rubis e diamantes para um serviço excepcional para o internacional de protecção da natureza conferido pelo Museu de História Natural de Viena e o Danúbio-Auen Parque Nacional da Academia
- 1996 Schwenk'scher Prêmio Ambiental de Ebersberg
- 1997 Medalha de Ouro dos Drs Haackert Fundação, premiado por suas excelentes contribuições para o estudo do comportamento humano
- 1997 Baviera Ordem do Mérito
- 1997 anos do prêmio da Fundação para a consciência Ocidental (STAB) a partir de Zurique
- 1998 Austríaco-Cruz de Honra para a Ciência e a Arte, de 1ª classe[2]
- 1998 Inge e Werner Grüter Prêmio para o sucesso da comunicação de ciência de serviços para a biologia marinha e Riffforschung
- 1999 "Prêmio Catedra Santiago Grisolía" contribuições para o estudo da etologia das pessoas e a agressividade
- 1999 "Al mérito", concedido pela Fundação Charles Darwin, Equador
- 2001 prêmio Honorário da Fundação Heinz Sielmann para o uso para a conservação, especialmente nas Ilhas Galápagos
- 2003 Medalha de Ouro de serviços para a Cidade de Viena
- 2005 Doutorado Honorário de Psicologia na Universidade de Bolonha, Itália